# Tat'jana Kadočkina
Tat'jana Alekseevna Kadočkina, coniugata Tolok (in russo Татьяна Алексеевна Кадочкина-Толок?; Orenburg, 21 marzo 2003), è una pallavolista russa, schiacciatrice dell'AGIL.

## Biografia
Figlia dell'allenatore ed ex pallavolista Aleksej Kodočkin, nel dicembre 2022 sposa il pallavolista Denis Tolok.

## Caratteristiche tecniche
Gioca principalmente nel ruolo di schiacciatrice, disimpegnandosi occasionalmente in quello di opposto.

## Carriera

### Club
Muove i primi passi nella pallavolo a Nižnij Novgorod, dove la sua famiglia si trasferisce da Orenburg per seguire suo padre, ingaggiato dalla formazione locale. Nel 2017 approda alla Dinamo-Kazan, con cui gioca per la formazione impegnata in Vysšaja Liga B, dalla quale, nel corso della stagione 2019-20, ottiene le prime convocazioni nella formazione di Superliga, con il club si aggiudica uno scudetto, due edizioni della Coppa di Russia e una Supercoppa russa, mentre nel campionato 2022-23 si trasferisce alla Lokomotiv Kaliningrad, dove milita per un biennio.
Nella stagione 2024-25 ottiene il primo ingaggio all'estero, approdando nella Serie A1 italiana per indossare la casacca dell'AGIL, aggiudicandosi la Coppa CEV, premiata anche come MVP.

### Nazionale
Fa parte delle selezioni giovanili russe, vincendo l'oro al campionato europeo under 18 2017, l'argento al campionato europeo under 16 2017, dove viene anche premiata come MVP, il bronzo al campionato mondiale under 18 2017 e un altro oro al campionato europeo under 19 2018, ottenendo anche qualche convocazione nella nazionale russa under 18.
Nel 2021 debutta in nazionale maggiore in occasione del campionato europeo.

## Palmarès

### Club
- Campionato russo: 1

2019-20
- Coppa di Russia: 2

2020, 2021
- Supercoppa russa: 1

2020
- Coppa CEV: 1

2024-25

### Nazionale (competizioni minori)
- Campionato europeo under 18 2017
- Campionato europeo under 16 2017
- Campionato mondiale under 18 2017
- Campionato europeo under 19 2018

### Premi individuali
- 2017 - Campionato europeo under 16: MVP
- 2025 - Coppa CEV: MVP